# Игнатьев, Владимир Иванович (1887)
Владимир Иванович Игнатьев (1887—31 октября 1937) — эсер, позднее энэс, управляющий отделом внутренних дел Временного правительства Северной области (январь—август 1919)

## Биография
Отец учитель в Санкт-Петербурге. В время русской революции 1905 года вступил в партию эсеров, примыкал к крайне левому крылу этой партии, был боевиком-экспроприатором. С 1905 по 1916 состоял в партии эсеров-максималистов. С 1908 по 1911 год был в ссылке в Тобольской губернии из-за принадлежности к максималистам.
В 1915 году выпускник юридического факультета Варшавского университета.
В 1917 году избран членом ЦК Трудовой группы. После слияния в конце июня 1917 года Трудовой группы и партии Народных социалистов вошёл в состав ЦК образовавшейся Трудовой народно-социалистической партии и был председателем её Петроградского городского комитета. Был членом этой партии вплоть до 1920 года. Вошёл в состав Комитета спасения родины и революции, член военного штаба Союза возрождения России, глава петроградского отделения Союза возрождения.
Руководил вместе с другими антибольшевистским заговором в Вологде. В конце сентября 1918 стал правительственным комиссаром (начальником) Архангельской губернии. В январе 1919 года Н. В. Чайковский, назначив генерал-губернатора Северной области генерала Е. К. Миллера, для противодействия «поправению» правительства и осуществлению декларированного «среднего курса» ввел в состав Временного правительства Северной области и назначил управляющим отделом внутренних дел энеса В. И. Игнатьева.
В августе 1919 года уехал в Сибирь. Там стал главой «Всесибирского крестьянского союза». В декабре 1920 был арестован большевиками за принадлежность к деятельности Сибирского крестьянского союза. Снова арестован 20 апреля 1921 года. Содержался во Внутренней тюрьме. На процессе правых эсеров в 1922 году был включён в число обвиняемых второй группы. 7 августа 1922 года приговорён Верховный трибунал ВЦИК к высшей мере наказания, но на следующий день 8.08.1922 постановлением Президиума ВЦИК исполнение приговора отсрочено. 11 января 1924 года амнистирован и освобождён постановлением Президиума ВЦИК. Так в документах, в действительности он, по-видимому, был освобождён вскоре после завершения процесса 1922 года.
С 1923 по 1934 год работал юрисконсультом в НКВД, позднее в аппарате ВЦИК и ЦИК СССР. В 1922 году опубликовал книгу «Некоторые факты и итоги четырёх лет гражданской войны» (Москва).
20 марта 1935 года снова арестован по так называемому «Кремлёвскому делу». 14 июля 1935 решением ОСО при НКВД СССР сослан в с. Колпашево в Нарыме на 3 года. 9 сентября 1937 года снова арестован по обвинению в членстве в «контрреволюционной кадетско-монархической и эсеровской организации». 22 сентября 1937 года постановлением тройки УНКВД Западносибирского края расстрелян.

## Отзывы современников
По мнению управляющего отделом народного образования Северной области Бориса Соколова:
В. И. Игнатьев, нар.-соц., человек дельный и энергичный, но страдавший совершенно несоразмерным самолюбием и честолюбием. Эти качества, испортившие ему отношения с англичанами, помешали ему объединить вокруг себя демократические элементы, и в конце концов, не получая ниоткуда поддержки, он был уволен от своей должности и уехал к Колчаку.
Командующий Северной армией В. В. Марушевский писал:
Личность Игнатьева была несомненно яркой. Народный социалист по убеждениям, связанный по рукам и ногам партийной программой, Владимир Иванович проявлял массу энергии в деле обращения в свою веру и общественных, и рабочих, и даже военных кругов. Ораторствуя на митингах, близко стоя к «Возрождению Севера», наиболее левому органу печати, связанный со всею революционной кружковщиной в области – Игнатьев являлся чрезвычайно живою и действенною фигурой, несомненно сильной и, может быть, необходимой даже в то странное время. Никто лучше него не мог повернуть настроение какого-нибудь рабочего митинга в сторону законности и порядка. <...>

Нечего и говорить, что Игнатьев был «бельмом на глазу» у всех правых кругов и монархически настроенной части офицерства. Много, конечно, вредило ему его чрезмерное честолюбие и властолюбие, не имевшее границ.
Военный прокурор Северного фронта С. Ц. Добровольский отзывался об Игнатьеве критически:
Не было другого такого лица в Архангельске, которое сумело бы всех так объединить в чувстве недоброжелательства к себе, как В. И. Игнатьев. Своей заносчивостью и олимпийским величием, столь не гармонировавшими с его прошлым — политического ссыльного в административном порядке и настоящим — демократического деятеля, вышедшего из рядов народно-социалистической партии, — он отталкивал от себя не только рабочих, но и гораздо более умеренные демократические элементы в лице представителей земств и кооперации; те же качества выводили из себя его политических противников справа, считавших его выскочкой, претендующим играть роль прежнего губернатора. <...> Ни одного серьезного труда в разнообразных отраслях вверенного ему управления и лишь пышная, но дешевая революционная фразеология в выступлениях, столь не вяжущаяся при этом с натянутым и напыщенным видом снобирующего бюрократа, и газетные фельетоны вместо законопроектов. Появление его у власти было положительно загадкой.

## Труды
- Игнатьев В. И. Наши разногласия с социалистами-революционерами по земельному вопросу. Тобольск. 1917. 13 с.
- Игнатьев В. И. О самообложении сельского населения. 1926. Советское строительство, № 4
- Игнатьев В. И. Некоторые факты и итоги четырёх лет гражданской войны (1917—1921 г.). Часть 1. (Октябрь 1917 г. — август 1919 г.). Петроград, Вологда, Архангельск. : (Личные воспоминания). — М. : Гос. изд-во, 1922. — 48 с.